# Vicente Menéndez-Santarúa Prendes
Vicente Menéndez-Santarúa Prendes   (Candás, 23 de novembre de 1936 - 26 de febrer de 2024) va ser un pintor i escultor espanyol.

## Biografia
Fill d'un armador d'una exquisida sensibilitat per l'art, el seu pare, persona polifacètica, feia dibuixos pràctics i resolia complicats problemes tècnics com entreteniment. Santarúa, com generalment es feia dir, va rebre d'ell un esperit conscienciós per al treball. La seva educació es va iniciar al Col·legi Sant Félix de Candás, després en els  agustins d'Avilés. Més endavant va estudiar a l'Escola d'Arts i Oficis d'Oviedo (on va fer amistat amb Eugenio Tamayo) i Belles Arts a l'Escola Superior de València, on es va llicenciar, ampliant estudis en el Cercle de Belles Arts de Madrid.
La seva primera exposició, que va ser col·lectiva al costat d'altres pintors novells, la va portar a terme el 1951. El 1959 va obtenir el primer premi en una exposició organitzada per Educación y Descanso a Oviedo. El 1962 va realitzar la seva primera exposició individual a Avilés i dos anys després va exposar al Palau Comte de Toreno d'Oviedo. Durant una gran part de la seva vida va exercir com a professor d'institut. Com a escultor, el més destacat són les escultures urbanes per a ciutats com Candás, La Felguera, Avilés o Oviedo, entre d'altres.

## Obres públiques
- Pleito de los delfines, 1982, Parque Maestro Antuña, Candás.[2]
- Monumento al Marqués de Santa Cruz, 1984, carrer Marqués de Santa Cruz de Marcenado, Oviedo.[5]
- Monumento a Pepe Calvo, 1985, Brañagallones, concejo de Caso, Astúries.[2]
- Monumento a David Vázquez, 1988, La Felguera, Astúries.[2]
- Busto de Philippe Cousteau, 1997, Museu dels Hams, Salinas, Castrillón, Astúries.[2]
- Monumento a Carrerño Miranda, 2000, Plaça de Camposagrado, Avilés.[2]
- Monumento a Woody Allen, 2003, carrer de las Milicias Nacionales, Oviedo.[2]
- Busto de Manolo Avello, 2003, Campo de San Francisco, Oviedo.[2]
- Monumento a Juan Pablo II, 2006, Plaça Juan Pablo II, Oviedo.[5]